# Prolepsi
La prolepsi és una figura retòrica en la qual l'emissor expressa, tàcitament o explícita, una objecció al seu propi argument per després respondre'l immediatament. Fent això, espera enfortir la seva argumentació refutant possibles objeccions abans que la seva audiència pugui formular-les.

## Exemples
| «                                           | Sembla totalment absurd –ho confesso obertament-–suposar que l'ull, amb totes les seves inimitables disposicions per acomodar el focus a diferents distàncies, per admetre quantitat variable de llum i per la correcció de les aberracions esfèrica i cromàtica, va poder haver-se format per selecció natural. Quan es va dir per vegada primera que el Sol estava quiet i la terra girava al seu voltant, el sentit comú de la humanitat va declarar falsa aquesta doctrina; però l'antic adagi de Vox populi, vox Dei, com sap tot filòsof, no pot admetre's en la ciència. La raó em diu que si es pot demostrar que existeixen moltes gradacions, des d'un ull senzill i imperfecte a un ull complex i perfecte, sent cada grau útil a l'animal que el posseeixi, com ocorre certament; si a més l'ull alguna vegada varia i les variacions són heretades, com ocorre també certament; i si aquestes variacions són útils a un animal en condicions variables de la vida; llavors la dificultat de creure que un ull perfecte i complex va poder formar-se per selecció natural, tot i que insuperable per a la nostra imaginació, difícilment pot considerar-se real. | » |
| — Charles Darwin — L'origen de les espècies | |   |

Darwin reconeix que pot semblar forassenyat pensar que l'ull, en tota la seva complexitat i perfecció, hagi pogut sorgir d'una manera natural; no obstant això, després refuta aquesta aparent dificultat argumentant que el sentit comú pot resultar enganyós i que una evolució gradual i successiva és possible. Usada la prolepsi per aclarir aquesta objecció, i ara a resguard de prejudicis, passa a proposar a les següents pàgines un plausible curs evolutiu de l'ull.7